# Anna Mazzola
Anna Sarah Mazzola (Croydon, 1978) è una scrittrice britannica.

## Biografia
Nata nel 1978 a Croydon, ha frequentato la Croydon High School, il Pembroke College di Oxford e ha studiato legge alla University of Law di Londra.
Ispirandosi ad un fatto di cronaca avvenuto a Camberwell nel 1836, ha esordito nella narrativa gialla nel 2016 con il romanzo The Unseeing vincitore di un premio Edgar.
Avvocato consulente oltre che scrittrice, nel 2025 è stata insignita del Gold Dagger per Il libro dei segreti.

## Opere

### Romanzi
- The Unseeing (2016)
- The Story Keeper (2018)
- The Clockwork Girl (2022)
- The House of Whispers (2023)
- Il libro dei segreti (The Book of Secrets, 2024), Firenze-Milano, Giunti, 2025 traduzione di Sara Congregati ISBN 978-88-09-92410-9.

### Firmati Anna Sharpe
- Notes on a Drowning (2025)
- Lie for Your Life (2026)

## Premi e riconoscimenti

### Vincitrice
Edgar Award
- 2018 nella categoria "Miglior brossurato originale" con The Unseeing[8]

Gold Dagger
- 2025 con Il libro dei segreti[9]